# Thelonious Monk 1963 in Japan
Thelonious Monk 1963 in Japan ist ein Album von Thelonious Monk. Die Aufnahmen, die in einem Fernsehstudio des Senders TBS in Tokyo am 23. Mai 1963 entstanden waren, erschienen 1977 als Langspielplatte bei Baybridge Records und in späteren Jahren auf verschiedenen Labels wie Eastwind, Excelsior, Four Star, Candid und Prestige Records.

## Hintergrund
Die Musik aus dieser Studio-Session von 1963 wurde offensichtlich für Fernsehsendungen des Medienunternehmens Tokyo Broadcasting System aufgenommen, nachdem Thelonious Monk anlässlich einer Japan-Tournee zwei Tage zuvor in Tokyo aufgetreten war, dokumentiert auf dem Columbia-Album Monk in Tokyo, das 1969 erschien. Mit dem Tenorsaxophonisten Charlie Rouse, dem Bassisten Butch Warren und dem Schlagzeuger Frankie Dunlop erkundet Monk vier seiner eigenen Kompositionen „Evidence“, „Blue Monk“, „Ba-Lue Bolivar Ba-Lues-Are“ und „Epistrophy“, ergänzt um eine „etwas ironische“ Solo-Klavierinterpretation des Standards „Just a Gigolo“. Angafng Juni 2023 veröffentlichte das neubelebte Label Candid Records die vom Toningenieur Bernie Grundman remasterte Aufnahme erneut. 

## Titelliste
- Thelonious Monk 1963 in Japan (Baybridge Records ULS-6117-B)[2]

A1 	Evidence (Monk) 
	
A2 	Blue Monk (Monk)

A3 	Just a Gigolo (Irving Caesar, Julius Brammer, Leonello Casucci) 
B1 	Bolivar Blues (Balue Bolivar) (Monk)

B2 	Epistrophy (Kenny Clarke, Monk)

## Rezeption
Ken Dryden vergab an das Album in Allmusic drei Sterne und meinte, auch wenn keiner dieser Tracks besser ist als die bekannteren Gegenstücke aus Monks offiziellen Veröffentlichungen, werden Fans seiner Musik diese etwas obskure Session immer noch aufgreifen wollen.
Nach Ansicht von Thomas Fitterling liegt die technische Qualität dieser Studiosession weit hinter den sonst hohen japanischen Standards zurück. „Das Quartett spielt im gewohnten Soloreigen auf routiniert hohem Niveau; doch angesichts der hervorragenden Einspielungen vom 21. Mai [Monk in Tokyo] erweist sich diese Platte als überflüssig.“